# 아마로 파고

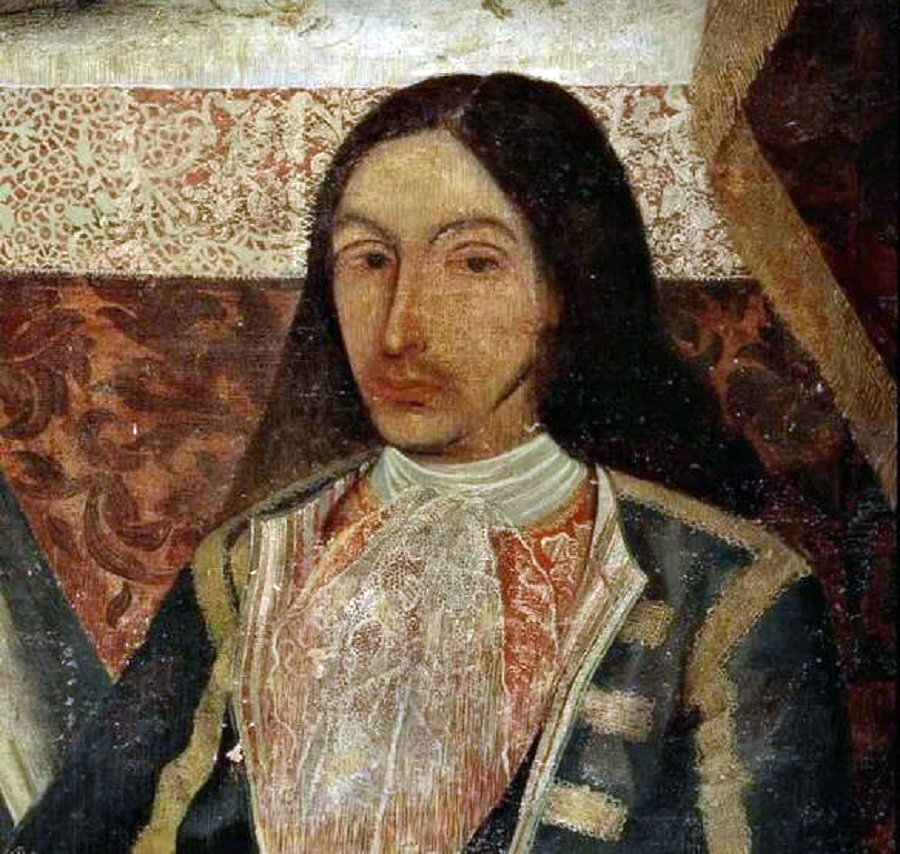
아마로 파고

아마로 로드리게스 펠리페(스페인어: Amaro Rodríguez Felipe, 1678년 5월 3일경 ~ 1747년 10월 4일)는 아마로 파고(스페인어: Amaro Pargo)라는 이름으로 널리 알려져 있는 스페인의 해적이다.
스페인 카나리아 제도 테네리페섬에 위치한 산크리스토발데라라구나에서 태어났으며 청년 시절에는 노예 무역에서 뛰어난 활약을 기록했다. 아마로 파고는 카리브 제도의 플랜테이션 농업, 카나리아 제도의 설탕 농장으로 파견된 노예를 수송하는 역할을 했고 노예 무역을 통해 막대한 수익을 벌어들이게 된다. 또한 카디스와 카리브 제도 간의 항로를 위협하던 해적선을 여러 차례 공격했다.
독실한 로마 가톨릭교회 신자였던 아마로 파고는 마리아 데 레온 수녀와의 우정을 계기로 빈곤 퇴치를 위한 자선 활동을 시작했다. 특히 교회, 종교 기관에서 자선 사업을 전개했고 산크리스토발데라라구나에 가톨릭교회 대성당을 건립하게 된다. 1725년 1월 25일에는 스페인 왕실로부터 이달고 계급을 받으면서 귀족 신분에 올랐고 1727년 1월 9일에는 마드리드에서 스페인의 펠리페 5세 국왕의 연대기와 훈장을 하사받았다. 1731년에 마리아 데 레온 수녀가 사망한 이후에는 부패하지 않은 신비주의자들의 유해가 안치된 석관을 구입해서 자신의 이름을 새겼다.
아마로 파고는 스페인에서 영국의 프랜시스 드레이크와 같은 명성과 인기를 얻었으며 스페인과 적대 관계에 있던 영국, 네덜란드 등의 국가에 맞서 싸운 국민적인 영웅으로 추앙받았다. 1747년 10월 4일에 산크리스토발데라라구나에서 사망했으며 그의 유해는 산크리스토발데라라구나에 위치한 산토도밍고 수도원에 안치되었다.